# Битва при Літтл-Біггорн

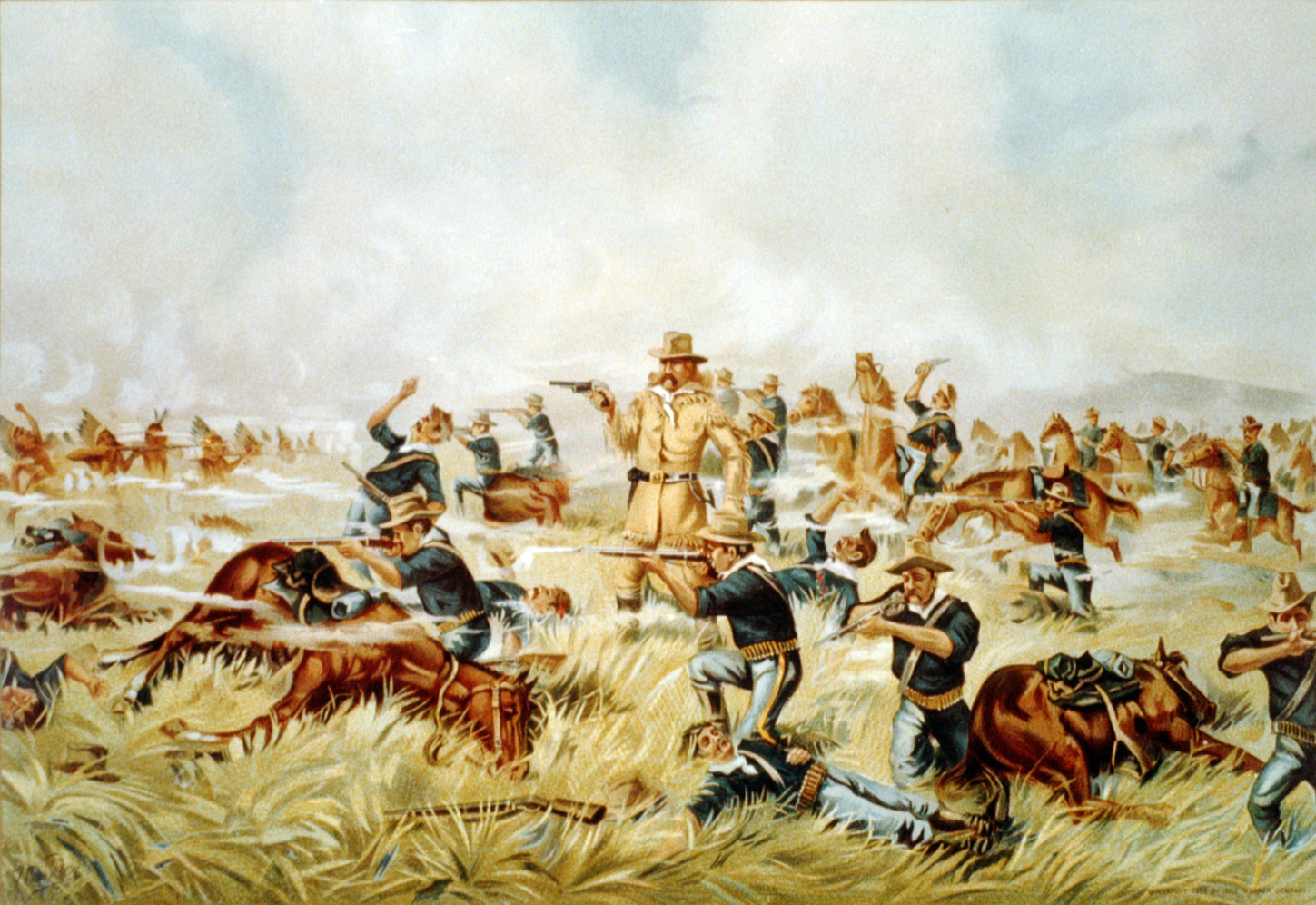

Битва при Літтл-Біггорн — битва між індіанським союзом племен лакота та північними шайєннами із Сьомим кавалерійським полком армії США, яка сталася 25—26 червня 1876 року біля річки Літтл-Біггорн, Монтана. Битва закінчилася знищенням п'яти рот американського полку і загибеллю його знаменитого командира Джорджа Кастера.

## Передісторія
Після закінчення Громадянської війни поселенці потягнулися на Захід континенту, що викликало порушення угод з індіанськими племенами народу сіу та війни. Виснажені війною з Півднем, війська США зазнали поразки і в 1868 році був укладений договір, за яким закривалася дорога, що проходить через індіанські землі, і знищувалися вибудовані вздовж неї форти. У лютому 1876 року, підготувавшись до нової війни, війська генералів Альфреда Террі і Джорджа Крука вторглися в індіанські землі. Сіу довелося зніматися з місць і відступати племінними групами.

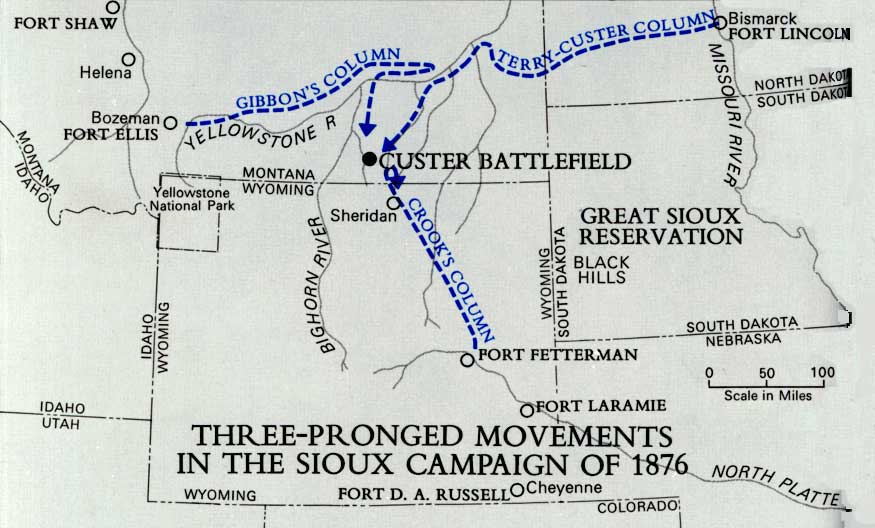
Наступ військ США

У червні колона генерала Террі, наступаючи вздовж південного берега річки Єллоустон, натрапила на нещодавно покинуті пасовища. Зібравши раду, Террі вирішив наступати на південь, куди пішли індіанці, піхотою і артилерією, водночас пославши кавалерію до верхів'їв річки Літтл-Біггорн, щоб та відрізала шлях для відступу сіу. 22 червня всі 12 рот 7-го кавалерійського полку, загін індіанців-скаутів та 175 мулів із запасом продовольства на 15 днів виступили під керівництвом Кастера. 24 червня Кастер виявив сліди величезного табору і вирішив зробити нічний марш-кидок, щоб не дати індіанцям сховатися. Полк прибув на місце о 2-й ночі 25 червня, після чого став табором.
О 10 ранку Кастер зійшов на пагорб перед біваком, звідки йому відкрився вид на край ворожого табору. Йому повідомили, що на частину обозу, що відбилася, напав невеликий загін індіанців і, щоб не втратити ефект несподіванки, Кастер вирішив атакувати того ж дня. Він розділив полк на 3 частини: сам очолив роти «C» (Том Кастер), «E» (Елгернон Сміт), «F» (Джордж Йетс), «I» (Майлз Кеог) і «L» (Джеймс Колхаун); майор Ріно отримав роти «A», «G» і «M»; капітан Бентін — «D», «H» і «K»; обоз отримав для охорони роту «В» під командуванням капітана Макдугала і солдатів з декількох інших рот. Бентін отримав вказівку взяти вліво і досліджувати пересічену місцевість, атакуючи виявлених індіанців; в разі відсутності шуканих, йому слід було наздоганяти головні сили. Ріно мав наступати вздовж лівого берега річки, де знаходився табір індіанців, а сам Кастер — вздовж правого.

## Битва

Рух 7-го кавалерійського полку:
A - Кастер, B - Ріно, C - Бентін, D - Йетс, E - Вейр

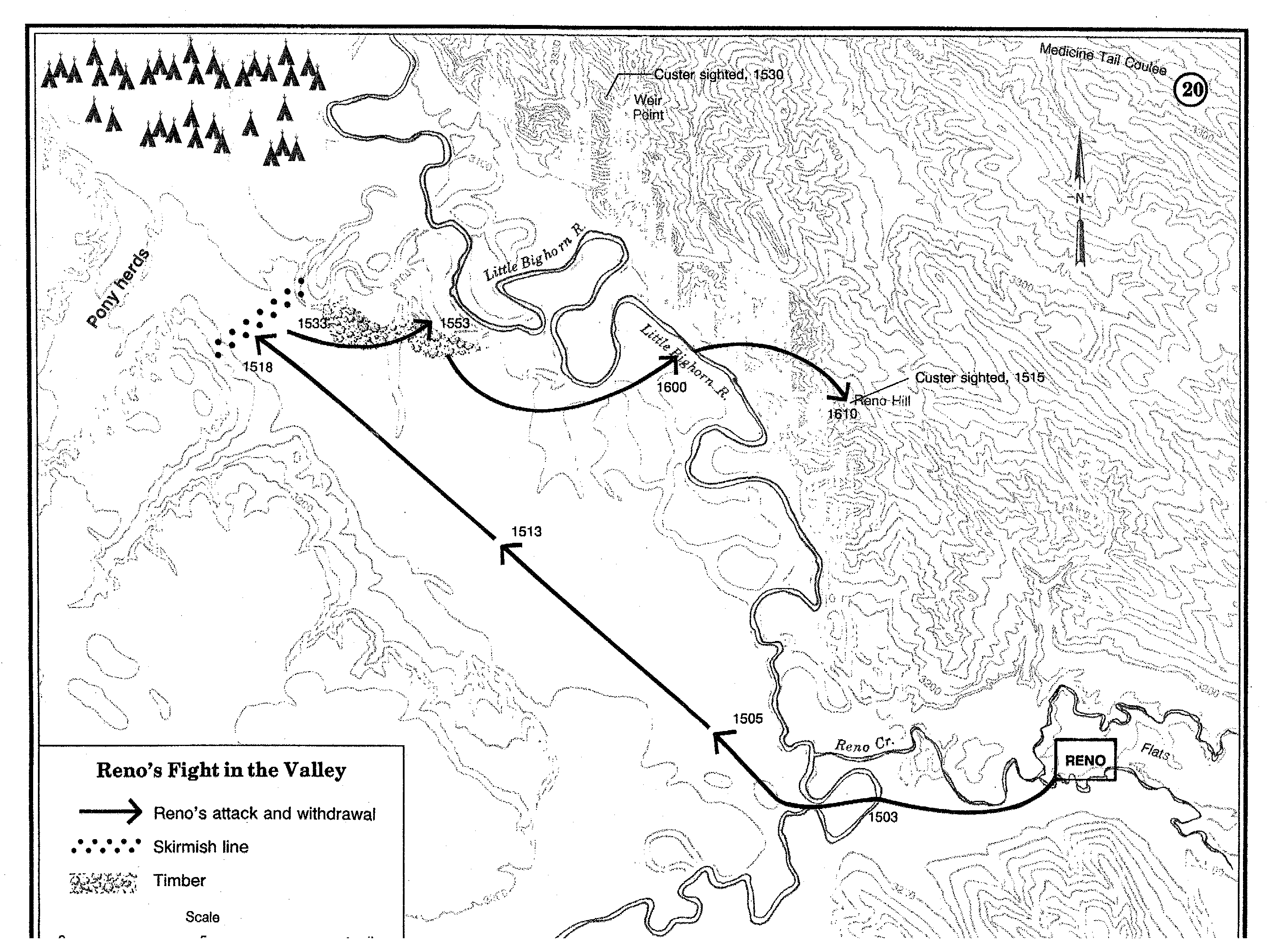
Рух рот Ріно

О 15:00 25 червня Ріно зупинив свою колону в декількох сотнях метрів від стійбища Сидячого Бика, наказавши спішитися і відкрити вогонь. Поява ворога викликала сум'яття в таборі: жінки схопили дітей і побігли на північ, чоловіки покидали свої справи, схопили зброю і кинулися у бік ворога. Зустрівши опір переважаючих сил, Ріно віддав наказ відійти в гайок до річки.
Шалений Кінь повів індіанців в атаку, вони також зайшли з флангів та в тил до американців. Ріно вирішив прорватися на пагорб на протилежному боці річки (сьогодні називається Ріно-Гілл), при відступі його роти зазнали значних втрат: 46 людей загинуло, ще близько двох десятків не змогли прорватися на пагорб, сховавшись у заростях. Роти зайняли оборону на пагорбі, а основна маса індіанців вирушила на північ, звідки також лунали звуки битви. З початку бою пройшло близько сорока п'яти хвилин.
Кастер, рухаючись на північ, підійнявся на вершину Ріно-Гілл, коли загін Ріно вже спішувався для атаки. Побачивши справжній розмір стійбища індіанців, він послав кур'єра до Макдугала із зазначенням швидше доставити боєприпаси. Загін продовжив рух вздовж річки, діставшись до пагорба навпроти стійбища (пізніше відомого як Колхаун-Гілл), де Кастер вирішив перейти брід. Проте, через річку встиг перебратися десяток індіанців, які відкрили рушничний вогонь. Кастер, можливо побоюючись численної засідки, наказав відступити. Він відправив сурмача (вони виконували в армії функції посильних) Мартіна на південь, щоб той розшукав і привів роти Бентіна. Мартін виявився останнім американцем, хто бачив живими солдатів колони Кастера.
Бентін не знайшов у пагорбах індіанців і, возз'єднавшись з обозом, вирушив на північ, коли отримав донесення першого кур'єра і Мартіна. Залишивши позаду обоз, його частини форсували Літтл-Біггорн і побачили солдатів Ріно, що піднімалися на пагорб, переслідуваних індіанцями. З'єднавшись на Ріно-Гілл, Ріно через втрати попросив Бентіна залишитися, на що той погодився, розгорнувши свої роти. Індіанці взяли пагорб в нещільне кільце і відправили основні сили на північ, звідки до обложених стали доноситься звуки битви.
О 16:50 капітан роти «D» з групи Кастера, Вейра, самовільно знявся з позицій і прорвався вниз за течією. Через 20 хвилин до пагорба добрався обоз. Отримавши боєприпаси, Бентін повів слідом за Вейром роти «Н», «К» і «М». Діставшись до вершини Вейр-Пойнт, війська побачили над Колхаун-Гілл завісу порохового диму, звідки на них кинулися сотні індіанців. Бентін з боєм відступив на Ріно-Гілл.

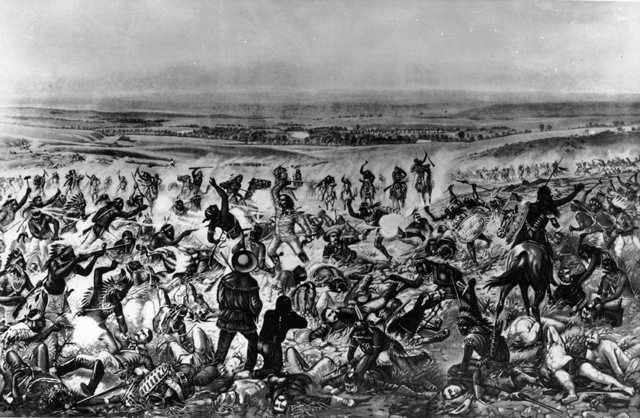
«Остання Позиція Кастера»

Після відбуття Мартіна не лишилось жодного живого, хто міг би описати дії Кастера. Як вважається, Кастер знову розділив свої сили: залишивши на Колхаун-Гілл 2 рубежі оборони, він відправився для розвідки на пару миль у північному напрямку. Там йому відкрився вид на тисячі біженців-індіанців (переважно — жінок та дітей) і Кастер спочатку хотів взяти їх у полон для тиску на ворогів, але вирішив дочекатися Бентіна.
Битва на Колхаун-Гілл, що до цього часу йшла мляво — з перестрілкою і марними спробами атак з обох сторін — отримала новий заряд: шайєнни здійснили дві атаки поспіль і, хоча з першої хвилі всі загинули, вони дали можливість другій хвилі увірватися на позиції, доки американці не встигли перезарядити зброю. Капітан Колхаун відтягнув в критичне місце частину військ з інших позицій, що дозволило індіанцям, натхненним прикладом смертників, вклинитися в поріділі ряди роти і в рукопашному бою знищили його загін. Небагато вцілілих піднялися на вершину пагорба, де оборонялась рота «I» капітана Кеога, яка через кілька хвилин рукопашної сутички відступила на північ, до Кастер-Гіллу.
Залишки п'яти рот під командуванням Кастера скупчилися на пагорбі, пізніше названому на його честь (як «Остання Позиція Кастера»). За кілька хвилин на пагорбі не залишилося жодного живого американця. Їхні голови були скальповані. З усіх членів останнього бою п'яти рот 7-го кавалерійського полку уцілів лише Команч — кінь Кеога, який пізніше став талісманом полку.
Біля тіла Кастера, який зазнав двох вогнепальних поранень, було знайдено 17 стріляних гільз його «Ремінгтона». Його скальп лишився при ньому.